# Калининский (Ярославская область)
Калининский — посёлок в Пошехонском районе Ярославской области России. Входит в состав Белосельского сельского поселения.

## География
Находится в северной части Ярославской области на расстоянии приблизительно 25 километров на север-северо-восток по прямой от районного центра города Пошехонье на правом берегу реки Согожа.

## История
На месте нынешнего расположения посёлка на карте 1941 года населённых пунктов не было ещё отмечено. Появился уже на карте позднего советского периода как населённый пункт с 16 дворами.

## Население
Численность населения: 12 человек (русские 42 %, узбеки 58 %) в 2002 году, 5 в 2010.